# エルシティ刈谷
エルシティ刈谷（エルシティかりや、Ele City Kariya）は、かつて、愛知県刈谷市高倉町2-601にあったショッピングセンター。イトーヨーカドー刈谷店を中核店舗としていた。「エル」はラテン語で50を意味するL（ローマ数字）からとられた。

## 沿革

### 年表
- 1979年（昭和54年）11月21日 - オープン。
- 1987年（昭和62年）10月 - 売場面積の拡張・改装。
- 2010年（平成22年）4月28日 - リニューアルオープン。
- 2021年（令和3年）9月5日 - 核テナントのイトーヨーカドー刈谷店と一部テナントが閉店。
- 同年11月29日 - 全店舗閉店。

### 開店までの経緯と開店後の状況
1965年（昭和40年）には国鉄東海道本線と東海道新幹線に挟まれた衣浦東部都市計画北刈谷土地区画整理事業が開始され、宅地を建設する高倉町に7715平方メートルの商業施設用地が準備された。1976年（昭和51年）10月には刈谷市商店街連盟の有志によって大型ショッピングセンターの建設構想が浮上し、松坂屋・西友・イトーヨーカドーなどがキーテナントの候補に挙げられた。1977年（昭和52年）にはイトーヨーカドーがキーテナントに内定し、地元主導型の大型ショッピングセンターとして建設が進められた。売場面積の比率はキーテナントが40%、地元が55%、コミュニティ広場が5%である。
1979年（昭和54年）3月にはエルシティという名称が決定し、4月には起工式が行われた。1979年（昭和54年）11月21日にエルシティ刈谷が開店し、キーテナントのイトーヨーカドー刈谷店のほかに55の専門店からなっていた。専門店の3分の2は刈谷市の旧来からの商店街から進出した商店である。なお刈谷店はイトーヨーカドーの90番目の店舗であり、愛知県内の店舗としては1978年（昭和53年）開店の豊橋店に次いで2番目だった。開店時点では全国で最西端に位置する店舗であり、東海地方以西への進出の拠点と位置付けられた。1969年（昭和44年）開店のサンテラス刈谷（現在のアピタ刈谷店）に続いて、エルシティ刈谷は刈谷市で2番目の大型ショッピングセンターだった。
エルシティ刈谷の商圏は自動車で30分の距離が想定され、地上2階建（一部3階建）の建物の屋上に180台分、周辺に1020台分の駐車場が確保された。開店後の調査によると、来客者の比率は刈谷市内が55%、刈谷市外が45%であり、刈谷市外では大府市、知立市、高浜市、東浦町、豊明市、豊田市、安城市、碧南市の順である。初年度には売上目標（専門店20億円・イトーヨーカドー35億円）を達成し、1988年度（昭和63年度）には売上が100億円を突破した。このように地元主導型ショッピングセンターの成功例とされたことから、毎年数団体が視察に訪れていた。サンテラス刈谷とエルシティ刈谷の開店によって刈谷市の中心市街地にある商店街は大きな打撃を受けており、1987年（昭和62年）にはユニー刈谷銀座店が閉店している。
しかし、2000年（平成12年）以降、近隣に大型商業施設が増え、売上が減少し、2021年（令和3年）9月5日（日）をもってイトーヨーカドー刈谷店が閉店することが発表され、予告通りに閉店。その他の一部テナントも同日までに閉鎖され、営業時間も18:00までに短縮された。
また、2021年（令和3年）11月29日に全店舗を閉店することを発表し、42年の歴史に幕を閉じた。建物はそのまま改装され、『ルビットタウン刈谷』としてリニューアルし、2022年（令和4年）4月15日にオープンした（中核となるバロー・マツモトキヨシ等は5月13日に開業）。

## テナント
2021年（令和3年）9月のイトーヨーカドー閉店以降の現時点。売場案内 も参照。

### 2階
- エディオンエルシティ刈谷店
- ザ・ダイソー（100円ショップ）
- 楽らくボディー（リラクゼーション店）
- カラーズ（ヘアカラー専門店）

### 1階
- エディカフェ（喫茶店）
- JTB日本観光社（旅行代理店）
- ヨシダ靴店（靴屋）
- クリーニングのオオシマ（クリーニング店）
- グレース（宝石店）
- はなつる（花屋）
- きれや呉服店（呉服店）
- ダイコクヤ（雑貨店）
- 保険サロン（保険相談所）
- 宝くじチャンスセンター（宝くじ店）

### 地下1階
- ミートショップ中王（精肉店）
- キトー美tendow（ドラッグストア）
- 磯田園製茶（茶葉店）
- カーブス（フィットネスジム）